# 高弗雷·豪斯费尔德
高弗雷·纽博尔德·豪斯費爾德爵士，CBE，FRS（英語：Sir Godfrey Newbold Hounsfield，1919年8月28日—2004年8月12日），英國電機工程師 ，因為研究X射線斷層成像與相關技術與發明，而與阿蘭·科馬克共同獲得1979年的諾貝爾生理學或醫學獎。

## 早年
豪斯费尔德出生并生长在诺丁汉附近的一个小村庄。第一次世界大战之后，他父亲买了一个小农场。豪斯费尔德有两个哥哥和两个姐姐，但他经常逃开做我喜欢做的事。很小的时候他被农场上可找到的机械和电子的小器件所吸引：脱粒机、包装机、发电机。11岁时第一次尝试做实验。乡村里很少有娱乐设施，也没有加入球队或看电影的享受。他制造了电子录音机，冒着危险去寻找飞行的原理，从干草堆顶上用自制的滑翔机起飞，用充满水的柏油桶和乙炔做试验，有一次成功地将其发射到海拔1000英尺的高度。
这段时间他在许多基础学科的学习中遇到了困难。在Newark的Magnus语文小学的学习过程中，他们试着对他进行教育，但他只对物理和数学不费力气并有一定积极性。飞机使他产生了兴趣并且在二战爆发时他作为志愿的预备役军人加入了RAF。他利用这个机会学习了RAF为士兵能够使用无线电通讯器材所发的书，并且对无线电通讯的课程充满了期待。之后他成为了雷达技工的讲师并来到了Kensington的RAF占用的皇家理学院，之后再到Cranwell雷达学校。在Cranwell，空闲时他参加并通过了城市和行业协会的无线电通信考试。在此期间他建立了一个大屏幕的示波镜并且做了仪器的示范说明，因此还获得了Merit证书。他很幸运这段时间的工作受到了AirVice—MarshalCas．sidy的赞赏。他对他战后被批准到伦敦的FaradayHouse电子工学院给与了很大的帮助，在那里他获得了文凭。

## 工作
1951年豪斯费尔德加人了米德尔塞克斯郡的EMI工作组，研究了一段时间的雷达和导航武器，后来他管理了一个小型设计实验室。他对计算机颇有兴趣，当时它还处于幼年阶段，开拓工作非常开心。磁心存储器是一个比较新的事物，它是大量实验的主题。1958年他开始领导一个设计小组建立英国第一个全晶体管计算机，就是EMIDEC1100。在那时这些晶体管OC72，是相对较慢的设备，比现在应用于多数计算机的电子管慢很多。但是，他通过用磁心驱动晶体管解决了这个问题，提高了机器的速度以至能与电子管的计算机相媲美，并且使晶体管计算机的应用提前了。
当这项工作结束时他调到了也在Hayes的EMI中心研究实验室。第一个项目是设计一个一百万单词快速存取的薄教派的计算机存储器，这项技术不能应用商业生产，工程因此被放弃。与其立即被指派任务，不如给他个机会让他静静的离开去思考其他领域可能有所建树的研究。他提出的建议之一是与自动模式识别相关，并且最终使它成为了EMI扫描仪和计算机辅助x线断层摄影术。就像所想象的一样，这项计划也经历了许多挫折。在最初的实验性工作之后，设计和建造4个独创性的临床模型并发展5个日益增多的更精密复杂的脑和整体检测模型，占据了他所有的时间，直到1976年。在他的工作进行到中间阶段时，其最初想法和初次临床脑扫描的实现已经被很好地证明出来。从那时起他能够将他的兴趣扩展到很多其他项目中，包括CT技术未来的可能性发展，还有诊断成像的相关领域研究，如磁共振技术。他也投人大量时间在常规的科学兴趣上，包括物理学和生物学。

## 外部連結
- Hounsfield Article with technical references on Ganfyd medical reference site
- Nobel Prize Biography （页面存档备份，存于）